# La notte prima di Natale (film 1951)
La notte prima di Natale (in russo Ночь перед Рождеством?, Noč' pered Roždestvom) è un film d'animazione sovietico del 1951 diretto dalle sorelle Valentina e Zinaida Brumberg, ispirato all'omonimo racconto di Nikolaj Gogol'.
La colonna sonora è costituita dalle musiche dell'opera omonima composta da Nikolaj Rimskij-Korsakov.